# Tárcsafék

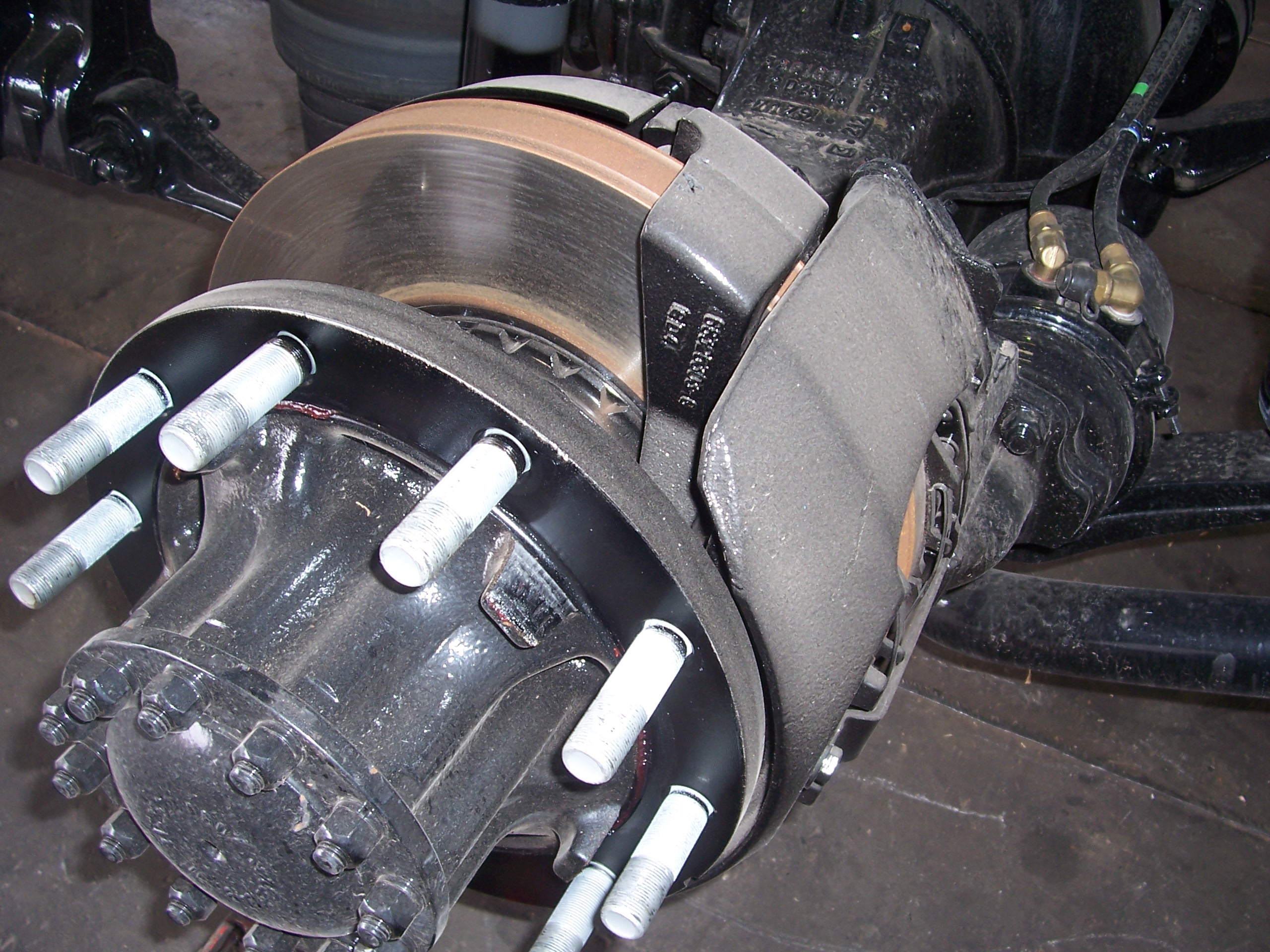
Sűrített levegő működtetésű tárcsafék

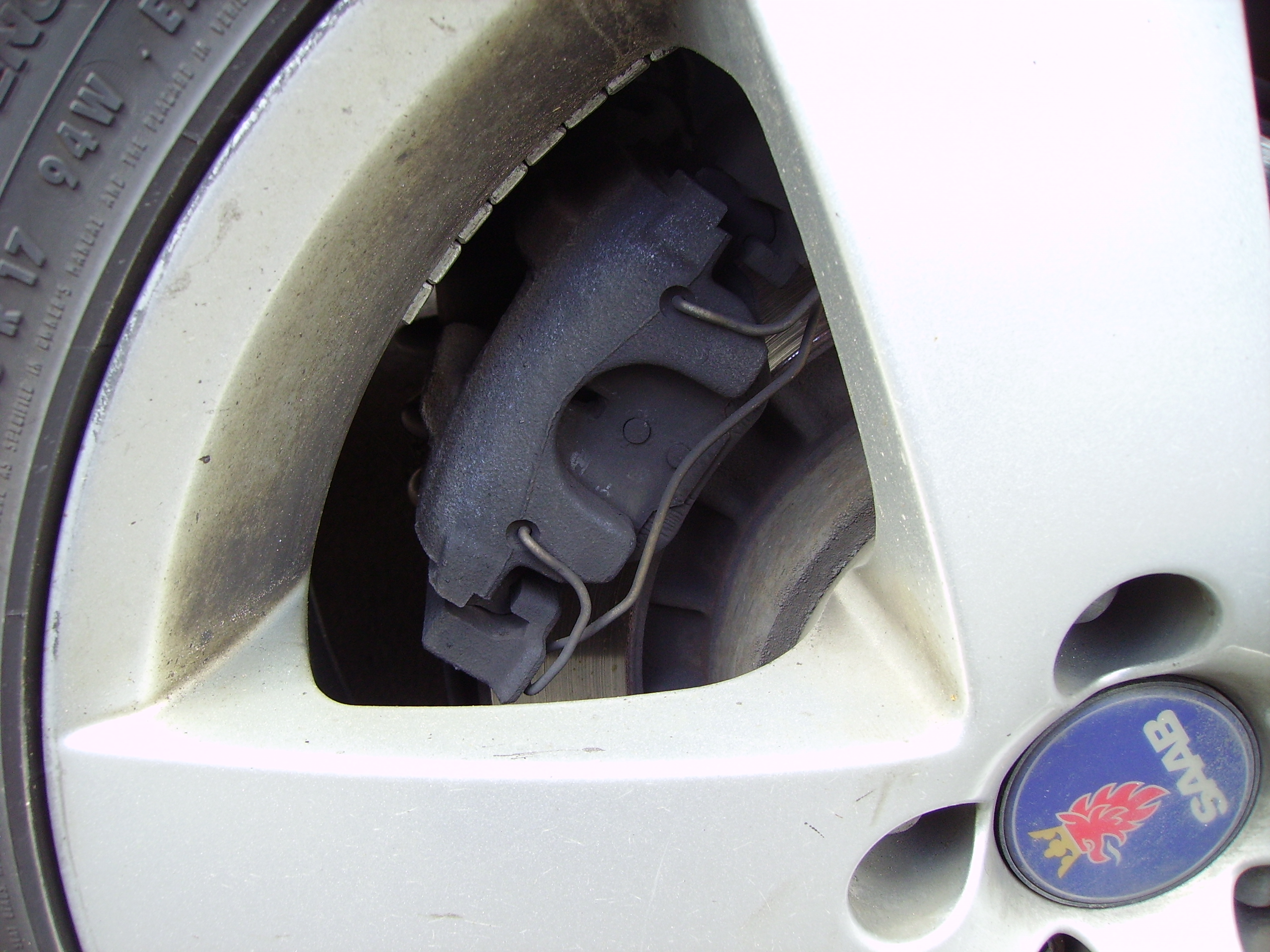
Tárcsafék személyautón

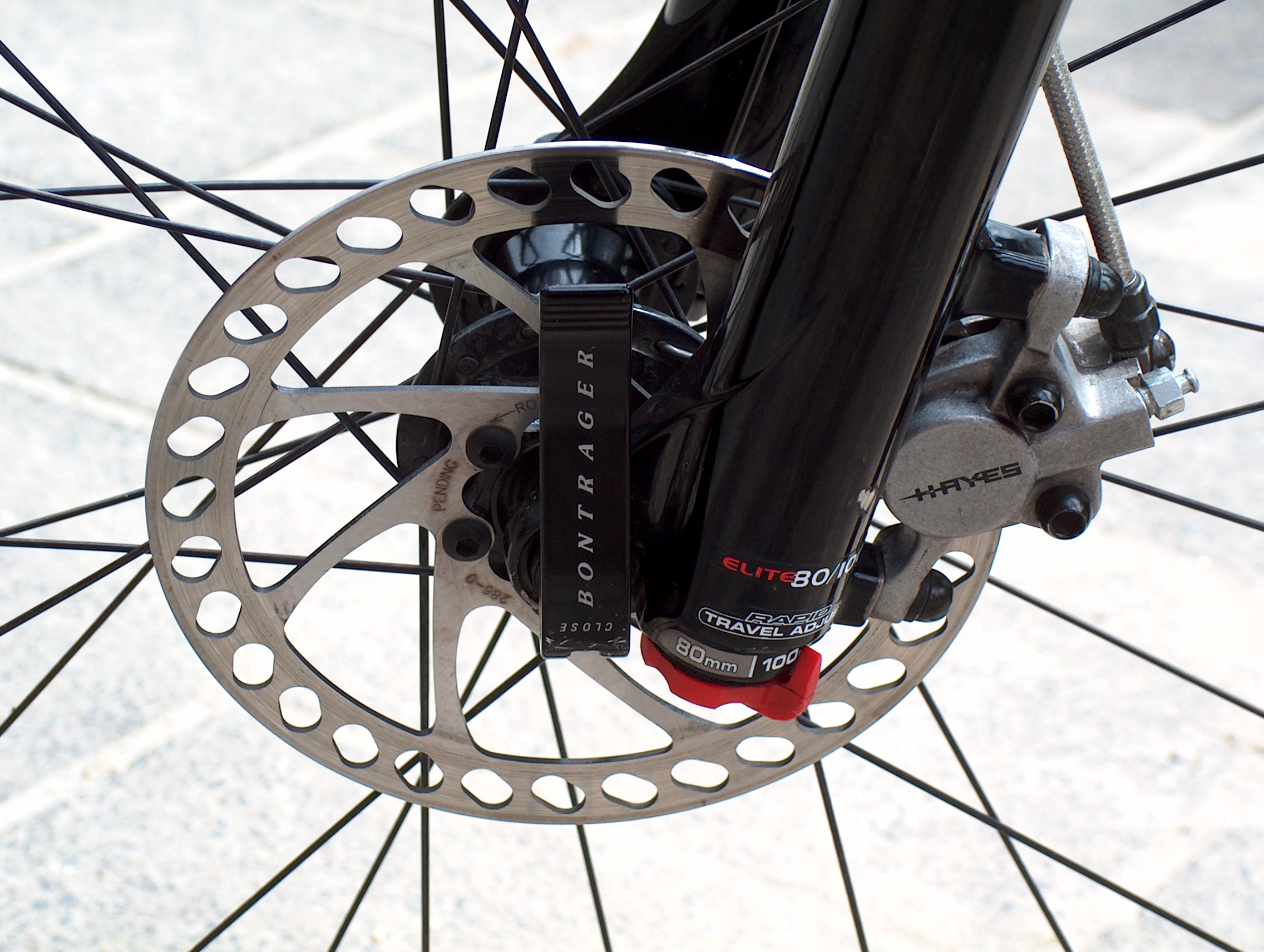
Tárcsafék kerékpáron

A tárcsafék olyan mechanikus fékrendszer, ahol a kerékkel együtt forgó féktárcsát az alvázhoz rögzített féknyeregbe szerelt fékpofák képesek lassítani.

## Működtetése
A tárcsaféket működtetheti:
- Tokos huzal (bowden) – elsősorban kerékpárokon, motorkerékpárokon
- Hidraulikus szerkezet – elsősorban személyautókon
- Pneumatikus szerkezet – elsősorban tehergépkocsikon, autóbuszokon és vasúti járműveken

## Előnyei
- A dobfékkel szemben a szabadon forgó féktárcsa jelentősen nagyobb energia felemésztésére (hővé alakítására) képes, kisebb tömeg mellett (a nyomóerő nagyobb lehet, alakváltozás veszélye nélkül).
- Az örvényáramú fékkel ellentétben, alkalmas a kerekek állóra fékezésére
- Jobb szellőzés – jobb hűtés

## Hátrányai
Mivel a féktárcsa ki van téve az időjárásnak, hajlamos a rozsdásodásra, ami kiszámíthatatlan fékezést okozhat.
A fékpofák, és a féktárcsák élettartama alacsonyabb, mint a dobféké.
Mechanikus vezérlésnél gyakoribb utánállítás szükséges, mint a dobfékek esetén.

## Felhasználása
- Kis és közepes teljesítményű személyautókon az első kerekek fékezésére;
- Nagy teljesítményű személyautókon mind a négy keréken;
- Nagy igénybevételű kerékpárokon (downhill), ahol a magasabb árat elfogadhatóvá teszi a nagy teljesítmény, és a talajtól való nagy távolság;
- Tehergépkocsikon, autóbuszokon, vasúti járműveken sűrített levegős működtetéssel.

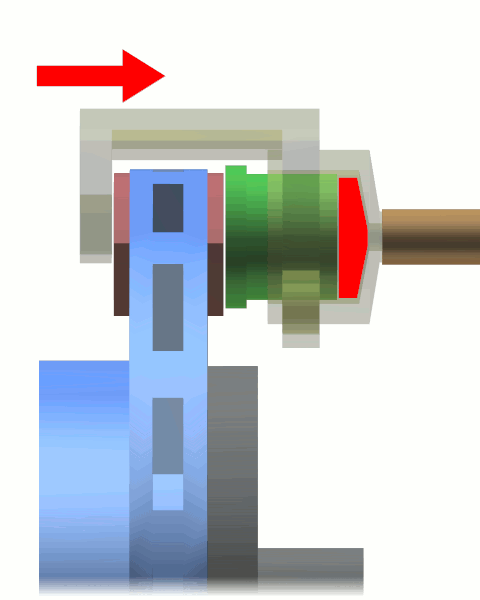
A tárcsafék fékezéskor

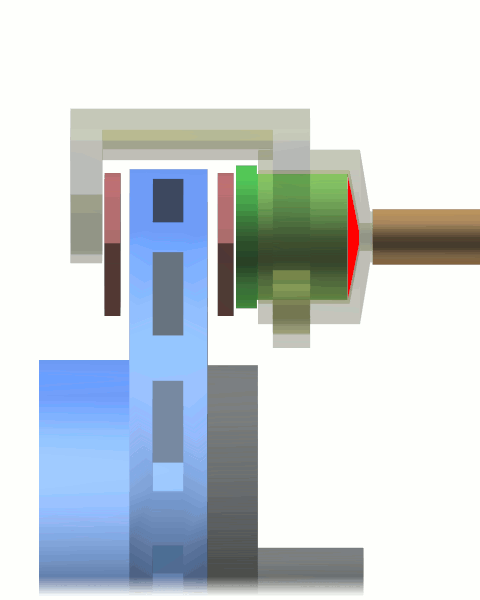
A tárcsafék nyugalmi állapotban

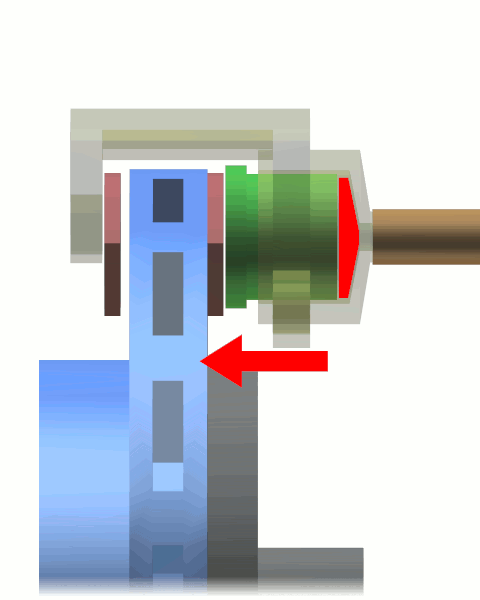
A tárcsafék fékezés kezdetén